# Nagymajor megállóhely
Nagymajor megállóhely egy Hajdú-Bihar vármegyei megállóhely Tiszacsege közigazgatási területén. A MÁV üzemeltette. A vasúti forgalom szünetel.

## Áthaladó vasútvonalak
A megállóhelyet az alábbi vasútvonalak érintik:
- Ohat-Pusztakócs–Görögszállás-vasútvonal

## Kapcsolódó állomások
A megállóhelyhez a következő állomások vannak a legközelebb:
- Ohat-Pusztakócs vasútállomás (Ohat-Pusztakócs–Görögszállás-vasútvonal)
- Tiszacsege vasútállomás (Ohat-Pusztakócs–Görögszállás-vasútvonal)

## Forgalom
A megállóhelyen és a rajta áthaladó vasútvonal egy szakaszán a vasúti forgalom 2009. december 13-a óta szünetel.
Bővebben: 2009-es magyarországi vasútbezárások

## Megközelítése
A megállóhely Tiszacsegétől mintegy 5 kilométerre, délre helyezkedik el, közúti megközelítését csak önkormányzati utak teszik lehetővé.